# Aldo De Maria
Aldo De Maria Marthiano (Palermo, 21 gennaio 1925 – Amalfi, 28 agosto 1973) è stato un chirurgo italiano.

## Biografia
Si dedicò allo studio della chirurgia con Pietro Valdoni, di cui divenne assistente volontario nel 1949, subito dopo la laurea all'Università degli Studi di Roma La Sapienza. Durante gli anni cinquanta del XX secolo trascorse diversi periodi di studio presso strutture ospedaliere e universitarie inglesi, approfondendo lo studio della radiologia e della cardiochirurgia e dedicandosi alla riabilitazione respiratoria. Fu allievo di Norman Barrett.
L'esperienza nel Regno Unito gli permise di introdurre in Italia nuove tecniche di rieducazione funzionale dell'apparato respiratorio, che diffuse attraverso la creazione del primo Centro italiano ad esse dedicato.
Nel 1956 divenne assistente straordinario presso l'Istituto di patologia chirurgica dell'Università di Roma, ove fu in seguito caporeparto e primo aiuto. In questo periodo ideò, tra l'altro, due pinze operatorie per la chirurgia intratoracica. Nel 1961 pubblicò con il suo maestro Pietro Valdoni il primo ampio studio sulla frequenza dell'ulcera gastroduodenale in Italia, una monografia dal titolo Patologia del resecato gastrico.
All'inizio degli anni sessanta del XX secolo divenne direttore del reparto di chirurgia della Casa Sollievo della Sofferenza di San Giovanni Rotondo.
Pioniere nel campo dei trapianti di organo, fu tra i primi in Italia a occuparsene, fondando la Lega Italiana per le Ricerche sui Trapianti (LIRT). Nell'aprile del 1966 eseguì il primo trapianto omologo allogenico renale in Italia, utilizzando una tecnica da lui messa a punto in Gran Bretagna negli anni precedenti. In un periodo in cui lo studio della genetica era ancora agli albori, si dedicò al tentativo di tipizzare i donatori d'organi compatibili attraverso l'esame e la classificazione delle impronte digitali.
Dal 1968 vinse il concorso di professore straordinario di Semeiotica chirurgica presso l'Università di Catania. Divenuto ordinario di Patologia chirurgica presso la stessa Università, fondò nel proprio Istituto un centro Inam di chirurgia toracica speciale.
Autore di circa 230 pubblicazioni scientifiche, fu socio di varie società medico-scientifiche in Italia e all'estero. Nel 1973 divenne membro titolare della Società Internazionale di Chirurgia.
Sposato con Giuliana Condorelli, alla sua morte lascia tre figli piccoli: Ruggero, Ranieri e Aldea.

## Pubblicazioni
Signorelli S, De Maria A, Cacciola E. [Synovectomy in the treatment of
hemophilic arthropathy. (Clinico-hematological observations on a case of
hemophilia B)]. Haematologica. 1971;56(11):436-46. Italian. PubMed PMID 5004750.
De Maria A, Rocchi V, Libra S, Giuffrida G. Allogenic hepatic extracorporeal
assist in acute liver failure. An experimental study. Int Surg. 1970
Mar;53(3):206-9. PubMed PMID 4906340.
De Marco S, De Maria A, Castagna G, Rocchi V. [Preliminary observations on the
extrarenal lesions in kidney homotransplantation in man. V. Changes of the
genital and endocrine systems. Conclusions]. Boll Soc Ital Biol Sper. 1968 Sep
15;44(17):1431-3. Italian. PubMed PMID 4888352.
De Maria A, De Marco S, Rocchi V, Castagna G. [Preliminary observations on the
extrarenal lesions in kidney homotransplantation in man. IV. Changes of the
respiratory system]. Boll Soc Ital Biol Sper. 1968 Sep 15;44(17):1430-1. Italian.
PubMed PMID 4888351.
De Marco S, De Maria A, Castagna G, Rocchi V. [Preliminary observations on the
extrarenal lesions in kidney homotransplantation in man. 3. Changes of the
hemolymphopoietic system]. Boll Soc Ital Biol Sper. 1968 Sep 15;44(17):1428-9.
Italian. PubMed PMID 4888350.
De Maria A, De Marco S, Rocchi V, Castagna G. [Preliminary observations on the
extrarenal lesions in kidney homotransplantation in man. II. Changes of the
cardiovascular system]. Boll Soc Ital Biol Sper. 1968 Sep 15;44(17):1427-8.
Italian. PubMed PMID 4888349.
De Marco S, De Maria A, Castagna G, Rocchi V. [Preliminary observations on the
extrarenal lesions in kidney homotransplantation in man. I. Changes of the
digestive system]. Boll Soc Ital Biol Sper. 1968 Sep 15;44(17):1425-6. Italian.
PubMed PMID 4888348.
De Maria A. [Pulmonary hydatidosis in children]. Policlinico Chir. 1968
Jul-Aug;75(4):191-219. Italian. PubMed PMID 5735872.
De Maria A, Hopkinson WI. Short-term results of 48 hour kidney preservation.
Int Surg. 1968 Jun;49(6):602-3. PubMed PMID 4872421.
De Maria A, D'Amore G, Rocchi V, Bertini P. [Research on perfusion of the
isolated liver. I. Biliary secretion. (Preliminary note)]. Boll Soc Ital Biol
Sper. 1967 Nov 15;43(21):1487-9. Italian. PubMed PMID 5592332.
De Marco S, De Maria A, Castagna G, Rocchi V. [Preliminary remarks on the
alterations of homotransplanted human kidney. IV. Vascular alterations]. Boll Soc
Ital Biol Sper. 1967 Nov 15;43(21):1486-7. Italian. PubMed PMID 4873996.
De Maria A, De Marco S, Rocchi V, Castagna G. [Preliminary remarks on the
alterations of homotransplated human kidney. 3. Tubular alterations]. Boll Soc
Ital Biol Sper. 1967 Nov 15;43(21):1485. Italian. PubMed PMID 4873995.
De Marco S, De Maria A, Castagna G, Rocchi V. [Preliminary remarks on the
alterations of homotransplanted human kidney. II. Glomerular alterations]. Boll
Soc Ital Biol Sper. 1967 Nov 15;43(21):1483-4. Italian. PubMed PMID 4873994.
De Maria A, De Marco S, Rocchi V, Castagna G. [Preliminary remarks on the
changes in homotransplanted human kidney. I. Intestitial alterations]. Boll Soc
Ital Biol Sper. 1967 Nov 15;43(21):1481-3. Italian. PubMed PMID 4873993.
De Maria A. [An instrument for vascular anastomosis]. Policlinico Chir. 1967 
Jul-Aug;74(4):261-2. Italian. PubMed PMID 5614740.
De Maria A, Hopkinson WI, Calne RY. [Experimental preservation of the kidney 
for 48 hours by means of hypothermia and hyperbaric oxygenation. I. Immediate
functional results]. Policlinico Chir. 1967 Jul-Aug;74(4):263-72. Italian. PubMed
PMID 4882319.
De Maria A, Mancuso M, Rocchi V. [Surgical and metabolic problems in
orthotopic homotransplantation of the heart in deep hypothermia. (Experimental
study)]. Policlinico Chir. 1967 Jul-Aug;74(4):197-229. Italian. PubMed PMID 4882318.
Mancuso M, Aureggi A, De Maria A. [The dialytic preparation for renal
transplantation]. Minerva Med. 1967 Jun 6;58(45):2116-7. Italian. PubMed PMID 5339127.
De Maria A, Cocchieri G. [Clinical and radiological aspects of congenital
short esophagus]. Arch Chir Torac Cardiovasc. 1967 Jan-Mar;24(1):25-50. Italian. 
PubMed PMID 5610217.
De Maria A, Riv Gastroenterol. 1958 Jan-Feb;10(1):21-54. Italian. PubMed PMID 13543222.
De Maria A, Riv Gastroenterol. 1958 Jan-Feb;10(1):1-20. Italian. PubMed PMID 13543221.
De Maria A, Mancini D, [Experimental study of changes in vascular tissues in 
relation to the use of rigid vascular prostheses]. Minerva Chir. 1957 Dec
31;12(24):1650-1. Italian. PubMed PMID 13516601.
De Maria A,, Solinas A, [Hemodynamics during pharmacological experimental
bradycardia in artificial hibernation]. Minerva Chir. 1957 Dec 31;12(24):1648-9. 
Italian. PubMed PMID 13516600.
De Maria A, [Technic of preparation of surgical specimens for the anatomical 
museum in color]. Riv Gastroenterol. 1957 Nov-Dec;9(6):372-6. Italian. PubMed
PMID 13528662.
De Maria A, Boccardelli V, [Experimental studies of ventricular fibrillation 
with special reference to hypothermia]. Cuore Circ. 1957 Apr;41(2):80-102.
Italian. PubMed PMID 13447429.
De Maria A, [Simple technic of suture of the mitral valve undervisual control
in the treatment of insufficiency]. Atti Soc Ital Cardiol. 1956;1:88-9. Italian. 
PubMed PMID 13328633.
De Maria A, Solinas A, [Use of differential hypothermia in cardiac surgery]. 
Atti Soc Ital Cardiol. 1956;1:60-2. Italian. PubMed PMID 13328625.
De Maria A, [Mitral insufficiency and its correction. II. Projection of the
film: "Experimental mitral insufficiency and its correction" at the Eighth
Assembly of the World Health Association]. Policlinico Prat. 1955 Apr
18;62(16):524. Italian. PubMed PMID 14384546.
Bagolan P, De Maria A, [Experimental ligation of the inferior vena cava at
the middle third]. Ann Ital Chir. 1955;32(1):3-30. Italian. PubMed PMID 14377195.
De Maria A, Teramo M, [Roentgenocinematography of the esophagus in mitral
disorders]. Arch Ital Mal Appar Dig. 1955;21(6):470-2. Italian. PubMed PMID 13303704.
De Maria A, [A pulmonary function test]. Archivio Chir Torace. 1955
Jan-Mar;12(1):103-13. Italian. PubMed PMID 14377774.
De Maria A, Teramo M, [Mycetoma of the left colon]. Policlinico Prat. 1954
Oct 25;61(43):1419-24. Italian. PubMed PMID 13236540.
De Maria A, [So-called vascular hamartia of the mediastinum]. Archivio Chir
Torace. 1954 Jul-Sep;11(3):493-510. Italian. PubMed PMID 13198449.
De Maria A, [Physical therapy in thoracic surgery]. Archivio Chir Torace.
1954 Apr-Jun;11(2):235-41. Italian. PubMed PMID 13171989.
De Maria A, [Functional reeducation of the respiratory apparatus in a
thoracic surgery center; theoretical, practical and technical considerations of
localized respiration]. Ann Ital Chir. 1954;31(11):910-28. Italian. PubMed PMID 14377188.
De Maria A, [Segmental drainage of the bronchial tree; technic and
theoretical and practical considerations]. Archivio Chir Torace. 1954
Jan-Mar;11(1):93-115. Italian. PubMed PMID 13159528.
De Maria A, Teramo M. [Pulmonary sequestration associated with incisurae
costales without coarctation of the aorta]. Archivio Chir Torace. 1954
Jan-Mar;11(1):75-83. Italian. PubMed PMID 13159526.
De Maria A, Spallone A, [Experimental criteria on the choice of sutures in
cases of myocardial wounds]. Archivio Chir Torace. 1954 Jan-Mar;11(1):55-74.
Italian. PubMed PMID 13159525.